# 수전 포어맨
수전 포어맨 (Susan Foreman, 또는 수전 캠벨 - Susan Campbell)은 영국의 SF 드라마 닥터 후의 등장인물이다. 1대 닥터의 손녀이자 첫번째 동행자로, 캐롤 앤 포드가 배역을 맡았다.
여행 도중에 합류한 동행자가 아닌 시작부터 닥터와 함께 있었던 것으로 등장하는 유일한 동행자이자 혈육이다. 1963년 시즌 1부터 1964년 시즌 2의 두번째 편까지 등장하였으며, 드라마 20주년 기념 에피소드인 The Five Doctors (1983)에서 다시 한번 등장, 30주년 기념 및 자선 특집편인 Dimensions in Time (1993)에서도 모습을 비췄다.

## 행적

### TV 에피소드

#### 1대 닥터
1대 닥터, 이언 체스터턴, 바버라 라이트와 함께 《닥터 후》에 등장한 최초의 등장인물 중 하나이다. 첫번째 에피소드인 〈An Unearthly Child〉 (1963)에서 놀라운 수준의 역사와 과학 지식을 지니고 있는 비범한 10대 소년으로 처음 소개된다. 수전이 다니는 콜 힐 학교의 선생 이언 체스터턴 (윌리엄 러셀)과 바버라 라이트 (재클린 힐)은 평소 수전의 모습에 이끌려 학적부에 기록된 집으로 찾아가게 된다. 그 집은 I. M. 포어맨이 소유한 쓰레기장이었고, 수전의 성씨인 '포어맨'은 사실 학교 입학을 위해 쓰레기장 광고판에서 따온 가명임이 밝혀진다.  여기에 체스터턴 선생님이 수전의 할아버지에게 '닥터 포어맨' 아니시냐고 묻자, '닥터 누구라고? (Doctor who?), 무슨 소린지 모르겠소만?'라 답하며, 수전의 할아버지도 포어맨이라는 성씨가 익숙찮았음이 밝혀진다. 
수전과 할아버지 닥터 (윌리엄 허트넬)은 "다른 시간대, 다른 세계"에서 추방되어 건너온 이들로, 타디스라는 이름의 시공간 이동장치를 타고 여행을 다니고 있었다. 여기서 수전은 타디스 (TARDIS)란 이름이 '시간과 공간의 상대적 차원' (Time and Relative Dimension in Space)의 약자라고 직접 설명한다. 이언과 바바라가 이 같은 사실을 알아버린 이상 순순히 보내줄 수 없다 판단한 닥터는 풀어달라는 두 사람의 요청을 무시하고 타디스를 출발시키는데, 똑바로 운전할 수 없었던 탓에 엉뚱한 곳으로 이동하기 시작한다.
이후 수전은 할아버지는 물론 동행자로 변모해 가는 이언과 바버라와 함께 여행을 계속하다, The Dalek Invasion of Earth (1964)에서 22세기의 런던으로 향했다가 데이비드 캠벨 (피터 프레이저)라는 젊은 자유투사에게 사랑에 빠진다. 하지만 할아버지의 곁을 지켜 보살펴야 한다는 마음도 지니고 있었다. 손녀에게 사랑하는 사람이 생겼다는 사실을 알게 된 닥터는, 수전이 어엿한 여자로 성장하여 자신을 떠나 제 미래를 만들어나갈 때가 되었음을 깨닫고, 수전을 타디스 밖으로 내보낸 뒤 언젠가 다시 돌아오겠다는 눈물의 작별 인사를 건넨다.

#### 이후의 등장
이후 수전은 20주년 특집 에피소드 The Five Doctors (1983)에서 오랜만에 다시 등장하지만 데이비드는 어떻게 되었는지 별다른 언급이 없었다. 하지만 해당 에피소드의 소설판에서는 두 사람이 부부 관계로 잘 지내고 있는 것으로 묘사된다. 이와 더불어 1993년 자선 특집으로 제작된 Dimensions in Time에서도 배우 캐롤 앤 포드가 수전 역으로 다시 한번 출연하게 되었다.
모습을 비추지 않은 단순 언급으로는 우선 〈The Curse of Fenric〉에서 7대 닥터가 자신에게 가족이 있었는지 모른다는 듯한 언급이 나온 바 있다. 또 뉴 시즌 들어 "The End of the World"에서 9대 닥터는 자신의 고향 행성이 파괴되었고 자신을 마지막으로 살아남은 타임 로드라고 밝힌다. 같은 시즌의 "Father's Day"에서도 9대 닥터는 자신의 '온 가족이 다 죽었다'고말하고, "The Empty Child"에서 콘스탄틴 박사가 자신은 한때 아버지이자 할아버지였지만 지금은 둘 다 아니라고 되뇌이자 닥터도 "그 기분 압니다"라고 답하면서, 비록 수전의 이름이 언급되지는 않지만 그 행보에 대해 유추해 볼 수 있는 설정으로 작용하게 되었다. "Fear Her"에서는 10대 닥터에서 "나도 한때 아빠였어"라는 대사를 남기지만 수전과 관련이 있는지 자세하게 밝히지는 않았다. "The Doctor's Daughter"에서도 10대 닥터는 도나 노블에게 "예전에 아빠였던 적이 있어요... 오래 전에 그들을 모두 잃었죠. 다른 모든 것들과 함께"라며, "그들을 볼 수 있어요. 그들이 남기고 간 빈 자리, 채워야 할 그 모든 고통"이라는 대사를 남긴다.
"The Rings of Akhaten"에서 11대 닥터는 한때 손녀와 함께 아카텐 행성의 고리를 방문했던 기억을 다시 떠올리는 대사를 한다. 2013년 "Journey to the Centre of the TARDIS"에서는 <An Unearthly Child>에서 수전이 타디스란 이름의 유래를 설명하는 장면의 음성이 삽입되었다. 이어 "The Name of the Doctor"의 오프닝 씬에서는 닥터와 수전이 타디스를 훔쳐타고 갈리프레이를 떠나려는 장면이 처음 묘사되었으며, 신원 미상의 배우가 수전의 뒷모습을 연기하여 모습이 짧게 비춰지기도 했다.
2013년 "The Day of the Doctor"와 "The Time of the Doctor" 에피소드 이후 본래 닥터의 손으로 멸망한 줄로만 알았던 타임로드가 사실은 살아남았다는 설정이 밝혀지면서, 〈The Five Doctors〉 이후 수전의 행방은 미스터리로 되돌아가게 되었다. "Death in Heaven" (2014)에서 12대 닥터의 동행자인 클라라 오스왈드가 사이버맨 앞에서 닥터 흉내를 내서 탈출할 시간을 버는데, 닥터의 자식들과 손주들이 "실종, 사망한 것 같다"는 대사를 날린다. 스핀오프 드라마 클래스의 "For Tonight We Might Die"에서는 콜 힐 학교에 내걸린 명예의 이름 가운데 클라라 오스왈드, 대니 핑크와 함께 수전의 이름이 새겨져 있었다. "The Pilot" (2017)에서는 닥터가 강의하는 대학교 연구실 책상 위에 리버 송의 사진 옆에 수전의 사진이 놓여 있는 연출이 등장하기도 했다.

## 기획과 설정
닥터 후가 처음 기획될 당시 수전이란 등장인물은 지금 알려진 모습과는 완전히 달랐다. 수잔 (Suzanne)이란 이름의 외계 공주로, 1대 닥터가 자신과는 다른 세계에서 구해내어 동행하게 되었다는 설정이었다. 배우 캐롤 앤 포드는 자신의 배역이 처음엔 마치 드라마 《어벤저스》에서 나올 법한 캐릭터였으며 텔레파시 능력도 지니고 있었다고 회상한다. 또 닥터는 물론 '타디스로 날아갈' 수 있으며, 옷차림새도 굉장히 요상하다는 설정이었다고 한다. 하지만 이 같은 설정은 실현되지 않았고, 어린 시청자들이 좀 더 몰입할 수 있는 평범한 10대 소녀로 바뀌게 되었다고 전한다.
드라마 첫 기획 당시에는 수전과 닥터가 별다른 인연이 없는 것으로 설정한 것과는 정반대로, 각본을 맡은 앤서니 코번이 수전을 닥터의 손녀로 설정하여 가족으로서의 인연을 부여하게 되었다. 첫 프로듀서를 맡은 베리티 램버트에 따르면 "코번은 늙은이가 온 우주를 돌아다니면서 어린 소녀를 동행자로 두는 것이 별로 옳지 못한 부분이 있다고 느꼈다"고 전한다. 배우 포드 역시 닥터와 수전의 관계는 애초에 닥터의 손녀라는 점에서, 훗날 '동행자'라는 이름으로 정립되는 등장인물과의 관계와는 다르다는 소감을 남긴 바 있다.
캐롤 앤 포드에 따르면 출연 당시 제작팀이 연기에 도움이 될 수 있도록 수전이란 등장인물의 캐릭터성에 관한 뒷이야기나 내력을 알려줬다고 하며, 닥터 역의 윌리엄 하트넬과 함께 수전에 대해 논하거나 이러면 어떨까라고 제안하곤 했다고 밝혔다. 두 사람은 특히, 닥터가 저지른 어떤 행동으로 타임로드들의 분노를 사는 바람에 수전과 함께 고향에서 추방되었다는 설정을 세우기도 했다. 이어서 포드는 90년대 들어 수전이 닥터의 친손녀가 아니라는 설을 내세우기도 하였다. 하지만 2013년에는 〈The Five Doctors〉 제작 당시 처음에 프로듀서들이 수전이 닥터를 할아버지라 불렀던 설정을 넣지 말자 했다고 털어놓기도 했다. 포드의 증언에 따르면, 당시 제작진들은 "닥터가 누군가의 아버지가 되었다면, 누군가와 성관계를 맺었던 것으로 만들어야 하는데 그렇게는 하기 싫다"는 말을 했고, 포드는 그 말에 빵 터져서 '그게 그렇다면 출연하지 않겠다'는 말로 답했다고 한다. 결론적으로 해당 에피소드의 각본은 수전과 닥터의 혈육 관계를 언급하는 쪽으로 바뀌는 것으로 끝났다.
미디어사 연구학자인 제임스 챕맨은 드라마 내에서 수전이 활용되는 방식이 제한적이었다고 평가했는데, "'비명 지르는 역할'을 맡아야 했고, 예쁜 모습이나 겁먹은 모습 비추는 것 외에는 이렇다 하는 일이 별로 없었다"는 이유에서다.  캐롤 앤 포드 역시 수전이란 등장인물에 대해 비슷한 이유로 불쾌했다고 밝힌 바 있으며, 성장하는 면이 없다는 점에서 이따금씩 스스로 한심함이나 좌절감을 느꼈다는 소감을 남겼다. 나아가 드라마 자체가 너무 반복되고 있다는 감상도 받았다고 전했다. 수전은 총 51화에 걸쳐 출연한 뒤 드라마에서 하차하는 첫번째 동행자가 되었다. 앤 포드는 이후 빅 피니시 오디오극을 통해 수전이 더 성장할 기회를 얻었다며 고맙다는 소감을 남기기도 했다.

## 같이 보기
- 1대 닥터
- 이언 체스터턴
- 바버라 라이트